# بتن تقویت شده با الیاف شیشه

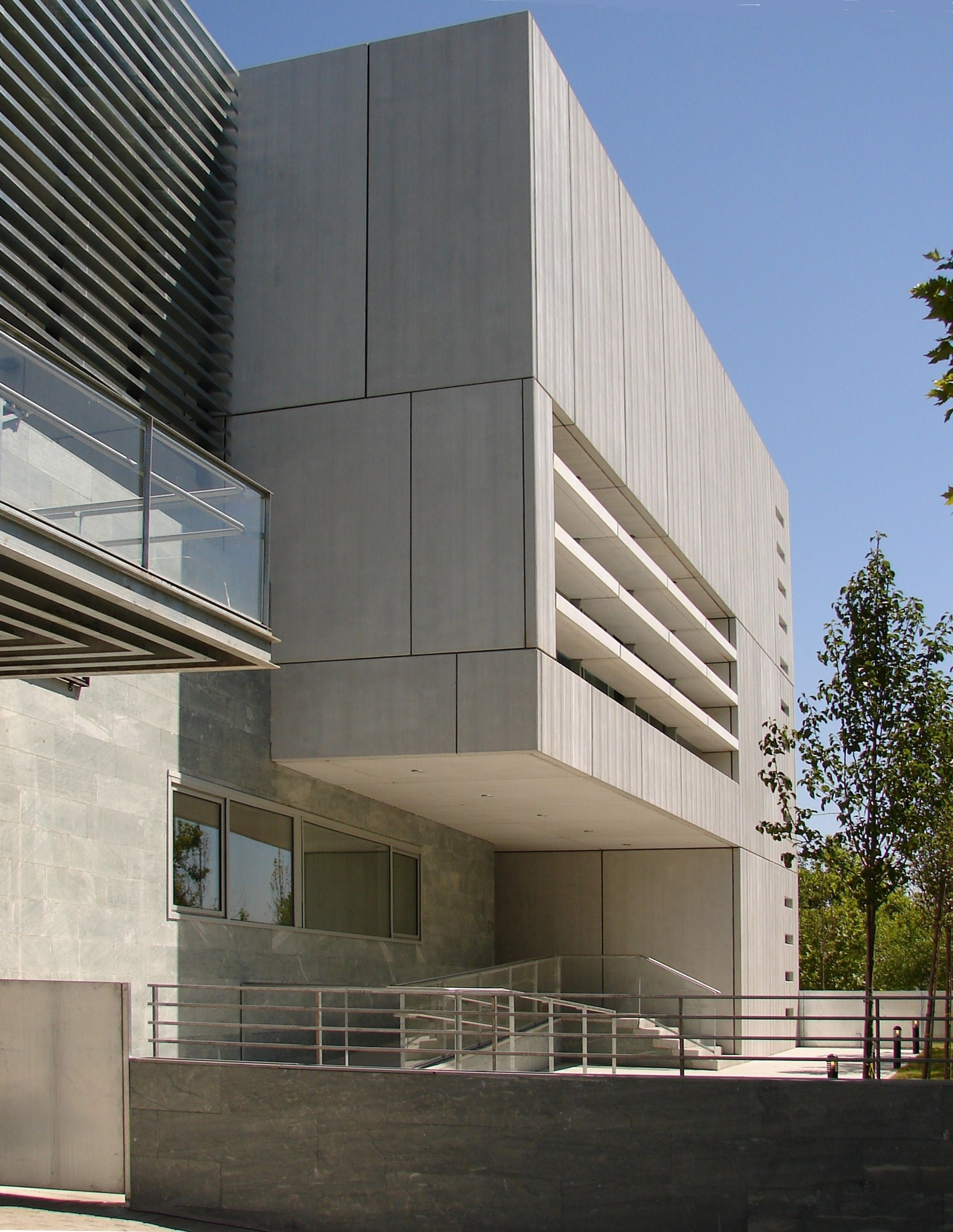
ساختمانی ساخته شده با بتن تقویت شده با الیاف شیشه

بتن مسلح با الیاف شیشه (GFRC) نوعی بتن مسلح با الیاف است. این محصول در انگلیسی بریتانیایی به عنوان بتن مسلح با الیاف شیشه یا GRC نیز شناخته می‌شود. بتن‌های الیاف شیشه عمدتاً در پنل‌های نمای بیرونی ساختمان و به عنوان بتن آماده معماری استفاده می‌شوند. الیاف‌های سیمان و تخته‌های سیمانی از مواد مشابه هستند.

### مواد سازنده
سرامیک GRC (بتن‌های تقویت شده با الیاف شیشه) از فیبر شیشه ای با مقاومت بالا در برابر الکل‌ها تشکیل شده‌است که در یک ماتریس بتن و سرامیک تعبیه شده‌است. در این شکل، هم الیاف و هم ماتریس نه تنها خواص فیزیکی و شیمیایی خود را حفظ می‌کنند بلکه ترکیبی هم افزایی از خواص ارائه می‌دهند که در هر یک از اجزا به تنهایی قابل دستیابی نیست. به‌طور کلی، فیبرها حامل بار هستند، در حالی که ماتریس آنها را درجای خود نگه می‌دارد د و به باعث انتقال بار بین الیاف می‌شود و از آنها در برابر آسیب‌های محیطی محافظت می‌کند. الیاف باعث تقویت ماتریس و سایر عملکردهای مفید در مواد کامپوزیت تقویت شده با فیبر می‌شوند. الیاف شیشه در طول یک ماتریسبه صورت پیوسته یا ناپیوسته (خرد شده) گنجانیده شده‌است.
در نمونه به دلیل واکنش قسمت الکلی سیمان با سیلیس شیشه می‌داد اولیه الیاف شیشه ضعیف بودند. در دهه ۱۹۷۰ الیاف شیشه ای مقاوم در برابر مواد الکلی پا به بازار گذاشتند. مقاومت قلیایی با افزودن زیرکونیا به شیشه حاصل می‌شود. هر چه میزان زیرکونیا بیشتر باشد مقاومت در برابر حمله قلیایی بهتر است. الیاف شیشه AR باید دارای محتوای زیرکونیا بیش از ۱۶٪ باشند تا با مشخصات شناخته شده بین‌المللی (EN, ASTM, PCI, GRCA، و غیره) مطابقت داشته باشند.

## لمینت ها
از جمله کاربردهای مهم و پرکاربرد بتن مسلح شده با فیبر، می توان به ورقه ورقه سازی اشاره کرد که ازبه هم چسباندن و تثبیت لایه‌های نازک فیبر و زمینه به ضخامت مورد نظر به دست می‌آید. جهت‌گیری فیبر در هر لایه و همچنین توالی انباشته شدن لایه‌های مختلف را می‌توان برای بسیاری از خواص فیزیکی و مکانیکی برای هر ورقه کامپوزیت کنترل کرد. ریخته‌گری GFRC بدون قاب فولادی معمولاً برای کاربردهای صرفاً تزئینی مانند تزئینات پنجره، ستون‌های تزئینی، فریزهای بیرونی یا پنل‌های دیواری مانند سنگ آهک استفاده می‌شود.

## خواص
از رفتار بتن‌های تقویت شده با فیبر شیشه ای تحت نیروهای کششی، فشاری، خمشی و برشی همراه با تخمین‌های رفتار تحت تأثیرات بارگذاری ثانویه مانند خزش، پاسخ حرارتی و حرکت رطوبت برای طراحی پانل‌های بتنی تقویت‌شده با الیاف شیشه استفاده می‌کنند.
تعدادی تفاوت بین فلزات ساختاری و کامپوزیت‌های تقویت شده با الیاف وجود دارد. برای نمونه، فلزات به‌طور کلی تسلیم و تغییر شکل در فلزات در محدوده پلاستیک است، ولی در بیشتر کامپوزیت‌های تقویت‌شده با الیاف در ویژگی‌های تنش-کرنش کششی در ناحیه الاستیک هستند. با این حال، به دلیل ماهیت متفاوت کامپوزیت‌ها این مواد دارای مکانیسم‌هایی را برای جذب انرژی بالا در مقیاس میکروسکوپی قابل مقایسه با فرایند تسلیم فلزات فراهم می‌کند. بسته به نوع و شدت بارهای خارجی، هر ورقه کامپوزیت ممکن است خواص خود را از دست بدهد، که البته در بیش تر مواقع مواد طوری طراحی شده‌اند که این اتفاق در آن‌ها نیوفتد. طریقهٔ ایجاد آسیب و رشد در سازه‌های فلزی و کامپوزیت نیز کاملاً متفاوت است. سایر ویژگی‌های مهم بسیاری از کامپوزیت‌های تقویت شده با الیاف، رفتار غیر خوردگی، ظرفیت میرایی بالا و ضرایب انبساط حرارتی پایین آنها است.
پنل‌های معماری بتنی مسلح شده به وسیله فیبر شیشه ظاهر کلی پنل‌های بتنی آماده دارند، ولی تفاوت‌هایی نیز دارند. به عنوان مثال، به دلیل کاهش ضخامت پنل‌های GFRC به‌طور متوسط وزن کمتری نسبت به پانل‌های بتنی آماده معماری آنها دارند. وزن کم آنها بارهای وارد شده بر اجزای سازه ای ساختمان را کاهش می‌دهد و ساخت اسکلت ساختمان را به صرفه تر می‌کند.

## پنل ساندویچی
پنل ساندویچی کامپوزیتی از سه یا چند ماده است که به یکدیگر متصل شده وباعث تشکیل یک پنل ساختاری می‌شوند. از مقاوما برشی یک ماده هسته کم چگال با و مقاومت فشاری و کششی بالای GFRC برای به دست آوردن نسبت‌های مقاومت به وزن بالا استفاده می‌کند.
عملکرد پنل‌های ساندویچی و عملکرد اجزای جداگانه را می‌توان با قیاس با یک I-beam توصیف کرد. هسته در یک پنل ساندویچی با شبکه یک I-beam قابل مقایسه است که از فلنج‌ها پشتیبانی می‌کند و به آنها اجازه می‌دهد به عنوان یک واحد عمل کنند. شبکه I-beam و هسته پنل‌های ساندویچی تنش‌های برشی تیر را تحمل می‌کنند. هسته در یک پنل ساندویچی با شبکه یک پرتو- آی تفاوت دارد زیرا پشتیبانی مداوم از روکش‌ها را حفظ می‌کند و اجازه می‌دهد روکش‌ها تا یا بالاتر از مقاومت تسلیم خود بدون چین خوردگی یا کمانش کار کنند. بدیهی است که پیوندهای بین هسته و روکش‌ها باید قابلیت انتقال بارهای برشی بین این دو جزء را داشته باشند و در نتیجه کل سازه را به یک واحد یکپارچه تبدیل کنند.
ظرفیت تحمل بار ساندویچ پانل را می‌توان با معرفی اسکلت فولادی سبک به‌طور چشمگیری افزایش داد. اسکلت گل میخ فولادی سبک مشابه قاب گل میخ فولادی معمولی برای دیوارها است، با این تفاوت که قاب در یک محصول بتنی محصور شده‌است. سبک فولاد گل میخ فریم شبیه به فولاد معمولی گل میخ فریم برای دیوار است، جز این که قاب در یک محصول بتن روکشی. در اینجا، کناره‌های اسکلت فولادی با دو یا چند لایه GFRC، بسته به نوع و میزان بارهای خارجی پوشیده شده‌است. GFRC قوی و سفت، پشتیبانی کامل جانبی را در دو طرف گل میخ‌ها فراهم می‌کند و از پیچش و کمانش جانبی آنها جلوگیری می‌کند. جی اف ار سی قوی و سفت و سخت پشتیبانی کامل جانبی را در دو طرف ناودانی فراهم می‌کند و از پیچ خوردگی و کمانش جانبی جلوگیری می‌کند. پانل حاصل در مقایسه با بتن مسلح سنتی سبک است و در عین حال قوی و بادوام است و به راحتی قابل حمل است.

## کاربرد
GFRC به صورت فوق‌العاده همه‌کاره است و به دلیل استحکام، وزن و طراحی، موارد استفاده زیادی دارد. رایج‌ترین جایی که این ماده را می‌بینید در صنعت ساختمان است. این در موارد بسیار سخت مانند روکش‌های معماری که چندین طبقه بالای پیاده‌روها آویزان است یا حتی بیشتر برای زیبایی مانند مبلمان داخلی مانند میزهای قهوه از GFRC استفاده می‌شود.